# سیارک ۱۹۶۶۰
سیارک ۱۹۶۶۰ (به انگلیسی: 19660 Danielsteck، نامگذاری:1999RQ129) نوزده هزار و ششصد و شصتمین سیارک کشف شده‌است که در ۹ سپتامبر ۱۹۹۹ کشف شد.
قدر مطلق سیارک برابر ۱۱.۷ است.